# المحصام الاسفل (حرض)

تعديل مصدري - تعديل

المحصام الاسفل هي إحدى قرى عزلة الفج بمديرية حرض التابعة لمحافظة حجة، بلغ تعداد سكانها 251 نسمة حسب تعداد اليمن لعام 2004.